# Pro Basketball League
La Pro Basketball League o anche conosciuta per motivi di sponsorizzazione come EuroMillions Basketball League (precedentemente nota come Ligue Ethias o 1e Nationales Messieurs) è la massima divisione del campionato belga di pallacanestro maschile. È gestito dalla BLB dal 2014 dopo che è stato organizzato dalla Fédération Royale Belge de Basket-Ball sin dal 1928.

## Denominazioni e sponsorizzazioni
- 2007-2014: Ethias League
- 2014-2016: Scooore! League
- 2016-presente: EuroMillions Basketball League

## Albo d'oro
- 1927-1928 Brussels A.C.
- 1928-1929 Daring B.C.
- 1929-1930 Brussels A.C.
- 1930-1931 Brussels A.C.
- 1931-1932 Daring B.C.
- 1932-1932 Brussels A.C.
- 1933-1934 Daring B.C.
- 1934-1935  Amicale Sportive
- 1935-1936  Amicale Sportive
- 1936-1937  Royal Fresh Air
- 1937-1938  Royal Fresh Air
- 1938-1939  Royal IV
- 1939-1940 non disputato
- 1940-1941 non disputato
- 1941-1942  Royal IV
- 1942-1943 non disputato
- 1943-1944 non disputato
- 1944-1945 non disputato
- 1945-1946  Semailles
- 1946-1947  Semailles
- 1947-1948  Semailles
- 1948-1949  Semailles
- 1949-1950  Semailles
- 1950-1951  Semailles
- 1951-1952  Royal IV
- 1952-1953  Royal IV
- 1953-1954  Royal IV
- 1954-1955  Hellas Gent
- 1955-1956  Antwerpse
- 1956-1957  Royal IV
- 1957-1958  Royal IV
- 1958-1959  Antwerpse
- 1959-1960  Antwerpse
- 1960-1961  Antwerpse
- 1961-1962  Antwerpse
- 1962-1963  Antwerpse
- 1963-1964  Antwerpse
- 1964-1965  Racing Mechelen
- 1965-1966  Racing Mechelen
- 1966-1967  Racing Mechelen
- 1967-1968  Standard Liegi
- 1968-1969  Racing Mechelen
- 1969-1970  Standard Liegi
- 1970-1971  BUS Lier
- 1971-1972  BUS Lier
- 1972-1973  Racing Anversa
- 1973-1974  Racing Mechelen
- 1974-1975  Racing Mechelen
- 1975-1976  Racing Mechelen
- 1976-1977  Standard Liegi
- 1977-1978  Royal Fresh Air Molenbeek
- 1978-1979  Royal Fresh Air Molenbeek
- 1979-1980  Racing Mechelen
- 1980-1981  Ostenda
- 1981-1982  Ostenda
- 1982-1983  Ostenda
- 1983-1984  Ostenda
- 1984-1985  Ostenda
- 1985-1986  Ostenda
- 1986-1987  Racing Mechelen
- 1987-1988  Ostenda
- 1988-1989  Racing Mechelen
- 1989-1990  Racing Mechelen
- 1990-1991  Racing Mechelen
- 1991-1992  Racing Mechelen
- 1992-1993  Racing Mechelen
- 1993-1994  Racing Mechelen
- 1994-1995  Ostenda
- 1995-1996  Spirou Charleroi
- 1996-1997  Spirou Charleroi
- 1997-1998  Spirou Charleroi
- 1998-1999  Spirou Charleroi
- 1999-2000  Racing Anversa
- 2000-2001  Ostenda
- 2001-2002  Ostenda
- 2002-2003  Spirou Charleroi
- 2003-2004  Spirou Charleroi
- 2004-2005  Bree
- 2005-2006  Ostenda
- 2006-2007  Ostenda
- 2007-2008  Spirou Charleroi
- 2008-2009  Spirou Charleroi
- 2009-2010  Spirou Charleroi
- 2010-2011  Spirou Charleroi
- 2011-2012  Ostenda
- 2012-2013  Ostenda
- 2013-2014  Ostenda
- 2014-2015  Ostenda
- 2015-2016  Ostenda
- 2016-2017  Ostenda
- 2017-2018  Ostenda
- 2018-2019  Ostenda
- 2019-2020  Ostenda
- 2020-2021  Ostenda
- 2021-2022  Ostenda
- 2022-2023  Ostenda
- 2023-2024  Ostenda